# Portell de Morella
Portell de Morella è un comune spagnolo di 254 abitanti situato nella comunità autonoma Valenciana.